# Ace Combat Zero: The Belkan War
Ace Combat Zero: The Belkan War (яп. エースコンバット・ゼロ　ザ・ベルカン・ウォー э:су комбатто дзэро дза бэрукан во:), известная в Европе как Ace Combat: The Belkan War — видеоигра серии Ace Combat в жанре аркадного авиасимулятора, разработанная и выпущенная компанией Namco для PlayStation 2. Вышла 23 марта 2006 года в Японии, 25 апреля 2006 года в США и Канаде, в сентябре 2006 года в Европе. Является приквелом Ace Combat 5: The Unsung War.

## Игровой процесс
Перед каждой миссией игрок проходит инструктаж, в который входят текущее положение дел, предпосылки и цели операции, и выбирает один из доступных ему самолётов и вооружение. Для прохождения миссии игроку необходимо выполнить все её цели в течение определённого промежутка времени, причём в некоторых миссиях присутствует обновление целей.
В игре представлены 36 моделей техники, которыми может управлять игрок, включая три вымышленные. В отличие от предыдущих частей, в The Belkan War в основном представлены более старые самолёты, например F-15 Eagle, F/A-18 Hornet и несколько истребителей второго и третьего поколений.
В The Belkan War сохранилась система управления ведомыми через приказы, однако возможность взаимодействовать с другими персонажами через ответы «да»/«нет» была убрана.
В игру вернулся многопользовательский режим, который отсутствовал в The Unsung War. Он доступен для двух игроков при помощи разделения экрана и состоит из семи уровней, где игроки сражаются друг против друга, против других целей или против всех сразу.
Главным нововведением в игре стала система стилей аса (Ace Style). В зависимости от обращения игрока с целями, неспособными сражаться, и нейтрализованными противниками, после миссий он будет получать один из трёх статусов, отображающихся в горизонтальной шкале: «Наёмник», «Солдат» или «Рыцарь». Отнесение игрока к тому или иному виду аса влияет на вражеские эскадрильи, с которыми он столкнётся. Так, хотя стиль наёмника приносит больше всего кредитов, с ним игрок встречается с наиболее трудными вражескими асами. Кроме того, поведение игрока влияет на его оценку союзниками и противниками из внутриигровых видео, что служит элементом нелинейности.
- Ас-наёмник — пилот, который уничтожает все цели, включая невраждебные и нейтрализованные.
- Ас-солдат — пилот, который соблюдает баланс между уничтожением и пощадой невраждебных и нейтрализованных целей.
- Ас-рыцарь — пилот, который щадит невраждебные и нейтрализованные цели.

## Сюжет
В конце 1980-х годов Белканская Федерация (Белка), переживающая экономический кризис, решила пересмотреть своё законодательство и позволила отделиться восточным областям. В частности, так появилась Республика Устио. Впоследствии Белка продала другие территории, но проблемы в экономике не исчезли. Тем временем Осейская Федерация (Осея), граничащая на западе с Белкой, продолжала процветать. Посреди панических настроений к власти в Белке пришла ультраправая партия, стремившаяся восстановить стабильность. Обнаружив в Устио природные ресурсы и полезные ископаемые, 25 марта 1995 года Белка вторглась в неё и некоторые другие страны, ранее бывшие её территориями. Большие пространства неподготовленных к войне стран быстро оказались оккупированы при помощи ВВС Белки.
Почти полностью захваченная Устио обратилась за помощью к Осее, Юктобании и Сапину, сформировавшим Объединённые силы (ОС), а также к иностранным наёмникам. Одним из наёмных подразделений стала команда «Галм», состоящая из управляемого игроком пилота с позывным «Сайфер» и его напарника — Ларри Фулка с позывным «Пикси». Вмешательство «Галма» предотвращает капитуляцию республики и позволяет ОС перейти в наступление. Вскоре Устио освобождают от белканцев, и дальнейшие операции «Галма» происходят на территории Белки.
Сайфер и Пикси с другими эскадрильями успешно нападают на крепость «Глатисант», где, вероятно, разрабатывается оружие массового поражения. Однако по завершении миссии бо́льшую часть союзных самолётов уничтожает дальнобойная лазерная пушка. Ею оказывается «Экскалибур», который спустя время уничтожают команды «Галм» и «Кроу», состоящая в том числе из Патрика Джеймса Бекетта по прозвищу «Пиджей». После этого Сайфер и Пикси помогают осейским истребителям одержать победу в крупнейшем воздушном сражении войны — над зоной «Круглый стол». Затем они участвуют в операции по бомбардировке промышленного города Хоффнунг, которая приводит к жертвам среди мирного населения и вынуждает белканцев применить тактику выжженной земли. В ходе неё Пикси разочаровывается в действиях обеих сторон конфликта и вступает в жаркий спор с Пиджеем.
Потом ОС пытаются напасть на приграничный город Судентор, и «Галм» с «Кроу» отправляются туда для поддержки. Однако задача миссии меняется, когда в небе замечают белканские бомбардировщики, предположительно несущие ядерные бомбы. Наёмники сбивают их, тем не менее Белка всё же подрывает семь ядерных зарядов на своей приграничной территории, от чего погибают более 12 000 человек. Посреди суматохи Пикси дезертирует, нападая на Сайфера, после чего пропадает.
Пиджей становится напарником Сайфера. Вскоре правительство Белки соглашается заключить мирный договор в городе Люмен. Во время церемонии подписания команда «Галм» помогает добить белканцев, которые отказываются принять договор и продолжают сражаться, и Белканская война официально заканчивается. Полгода спустя часть белканских офицеров совершают государственный переворот и с некоторыми пилотами из ОС образуют террористическую организацию «Мир без границ» (МБГ), которая стремится избавиться от всех государственных границ и тем самым покончить с войнами. Они используют угнанную из Белки тяжёлую летающую крепость XB-0 «Хресвельг», чтобы разбомбить Люмен и авиабазу «Вале», однако «Галм» срывает их планы и уничтожает «Хресвельг», а Сайфер получает короткое зашифрованное сообщение от Пикси. МБГ обнаруживают вокруг плотины «Авалон», также выясняется, что организация обладает белканским ядерным оружием V2, поэтому к ней устремляются множественные эскадрильи из Осеи и Устио. Только Сайфер и Пиджей прорываются через противовоздушную оборону и уничтожают подземные модули управления V2. В это время Пикси, присоединившийся к МБГ и летающий на экспериментальном ADFX-02, сбивает лазером Пиджея, убивая его. Сайфер вступает в схватку с бывшим ведомым и побеждает, но перед этим Пикси дистанционно запускает ракету V2, которая взрывается в небе. Пикси успевает покинуть самолёт и выживает.
В эпилоге, представляющем собой интервью 2005 года, находящийся в зоне боевых действий Пикси пересматривает свои взгляды и посвящает заключительные, дружественные слова Сайферу.

## Восприятие
| Сводный рейтинг    | Сводный рейтинг |
| Агрегатор          | Оценка          |
| ------------------ | --------------- |
| GameRankings       | 75,47 %         |
| Metacritic         | 75/100          |
| Иноязычные издания |                 |
| Издание            | Оценка          |
| CVG                | 8/10            |
| Eurogamer          | 6/10            |
| Famitsu            | 35/40           |
| GameSpot           | 7,9/10          |
| IGN                | 8,8/10          |

Ace Combat Zero: The Belkan War получила в основном положительные отзывы игровой прессы. На сайте-агрегаторе Metacritic её оценка составляет 75 баллов из 100. К январю 2008 года The Belkan War разошлась тиражом в 792 000 копий. По мнению обозревателя IGN Хуана Кастро, давшего игре 8,8 баллов из 10, Namco рискнула медленно развивать серию, а в игровом движке присутствуют «небольшие изменения». Добавление кооперативного режима он счёл благословением для поклонников.
Критик журнала Computer and Video Games отметил хорошую графику и высокий уровень сложности, который вносят вражеские асы. Рецензент Eurogamer Роб Фейхи, однако, указал, что постепенные изменения в игре по сравнению с The Unsung War сбивают игроков с толку.
The Belkan War получила награду «Платиновый зал славы» от журнала Famitsu.